# Căciulești, Neamț
Căciulești este un sat în comuna Girov din județul Neamț, Moldova, România.

## Monumente
- Monumentul Eroilor, realizat de Vincenzo Puschiasis.

## Personalități
- Nicolae Dăscălescu (1884 - 1969), general român

 Acest articol despre o localitate din județul Neamț este deocamdată un ciot. Puteți ajuta Wikipedia prin completarea lui.